# Брод (Свердловская область)
Брод — деревня в Каменском районе Свердловской области России, пригород Каменска-Уральского. Входит в Каменский муниципальный округ.
Ранее входила в состав Бродовского сельсовета Каменского района.

## География

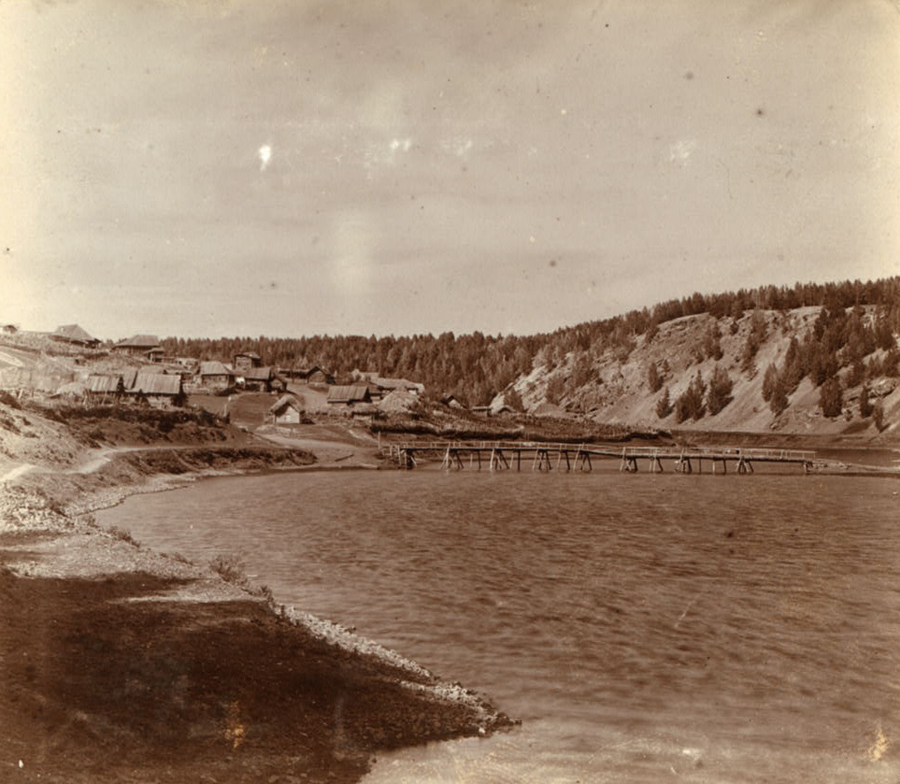
Деревушка Брод около кожевенного завода на реке Исети.
Автор — С. М. Прокудин-Горский; 1909 год.

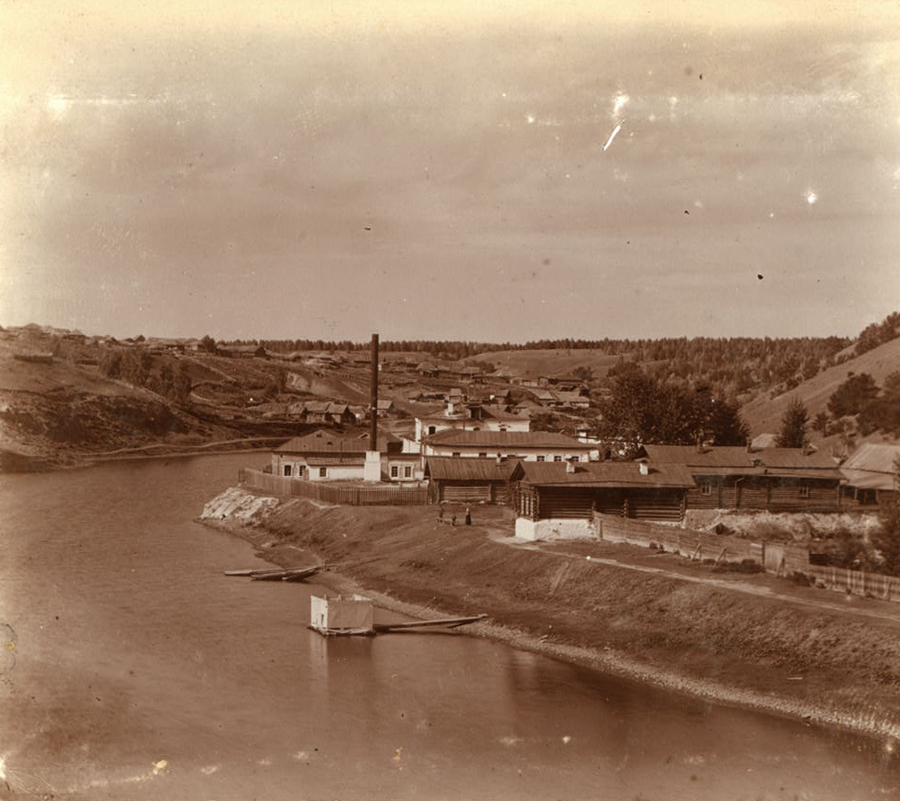
Кожевенный завод с деревней Брод на реке Исети.
Автор — С. М. Прокудин-Горский; 1909 год.

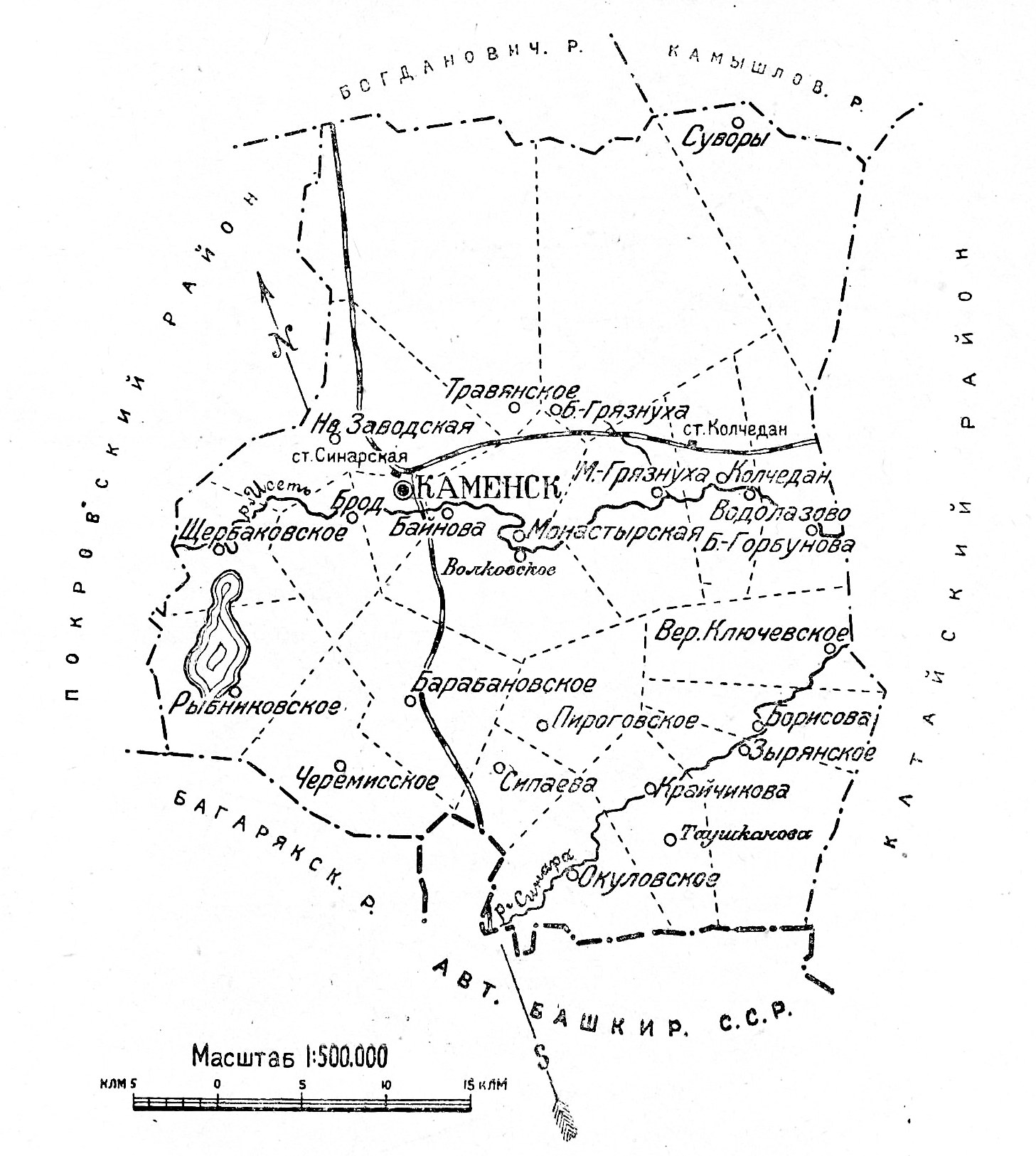
Брод на схеме Каменского района; 1928 год

Деревня Брод расположена на правом берегу реки Исети, в 98 километрах к юго-востоку от Екатеринбурга и в 4 километрах к западу-юго-западу от центра города Каменска-Уральского. В окрестностях деревни расположены геоморфологические природные памятники — скальные обнажения на реке Исети: Ниши выветривания, Семь Братьев, Раструс, Гребешки, Филин.

## История
Возникла в XVIII веке и была названа из-за брода, находящегося в этом месте через реку Исеть. До 1897 года деревня Брод имела название Бродовка.
В конце февраля 1774 года здесь шли бои войска Пугачёва и отряда Порецкого из полка Фишера на льду реки Исети.
В конце XIX — начале XX века в деревне работал кожевенный завод.
В 1928 году деревня стала центром Бродовского сельского совета. В 1929 году в селе образован колхоз, в 1960 году ставший отделением совхоза «Бродовской».
До 3 ноября 1923 года находилась в составе Щербаковской волости Камышловского уезда, входившего до 15 июля 1919 года в состав Пермской губернии, а с 15 июля 1919 года по 3 ноября 1923 года — в состав Екатеринбургской. После объединения губерний вошло в состав Каменского района Шадринского округа Уральской области, было центром Бродовского сельсовета. В составе Уральской области находилась до 1934 года. 17 января 1934 года после ликвидации Уральской области вошла в состав Челябинской области. В 1942 году весь район передан из Челябинской в Свердловскую область.
Ныне деревня популярна у туристов благодаря красивой местности и русским баням на туристической базе.

### Красный горняк
Ниже по течению реки на противоположном берегу с начала XIX века шли разработки каменноугольного месторождения. В 1850 и 1862 годах в окрестностях села проводилась геологоразведка. Был выявлен каменный уголь на глубине 230 метров из 25 пластов с прослойками песка, сланца и глин. Один пласт имеет толщину 1,2 метра на глубине 106 метров, два пласта по 3,1 метра толщиной на глубине 220 метров и 260 метров.
В окрестностях деревни в советское время располагались 3 ствола шахтоуправления «Красный горняк» глубиной до 60 метров. Добыча велась вручную. В 1940—1950-х годах разработки были прекращены, штольни и шахты засыпаны. Из одной штольни вытекает ручей.

## Население
| 1869 | 1904 | 1926  | 2002 | 2010 | 2021 |
| ---- | ---- | ----- | ---- | ---- | ---- |
| 845  | ↗917 | ↗1041 | ↘639 | ↗669 | ↗871 |

Структура
- По данным 1904 года, в деревне был 181 двор с населением 917 человек (мужчин — 472, женщин — 445), все русские[9].
- По данным переписи населения 1926 года, в деревне Брод было 252 двора с населением 1041 человек (мужчин — 485, женщин — 556), все русские[10].
- По данным переписи 2002 года, русские составляли 90 % от общего числа жителей деревни, удмурты — 5 %[11].
- По данным переписи населения 2010 года, в деревне проживали 328 мужчин и 341 женщина[12].

## Инфраструктура
В деревне есть клуб, детский сад, два продуктовых магазина. Есть большая база отдыха «Ровесник».
| №  |                                      |
| -- | ------------------------------------ |
| 1  | улица Рассветная                     |
| 2  | улица Исетская                       |
| 3  | улица Летняя                         |
| 4  | улица Изумрудная                     |
| 5  | улица Полевая                        |
| 6  | улица Каменская                      |
| 7  | улица Весенняя                       |
| 8  | улица Зелёная Роща                   |
| 9  | улица Дачная                         |
| 10 | улица Радужная                       |
| 11 | улица Чистые Росы                    |
| 12 | улица Заречная                       |
| 13 | улица Светлая                        |
| 14 | улица Андропова                      |
| 15 | улица Горького                       |
| 16 | улица Ворошилова                     |
| 17 | улица Демьяна Бедного                |
| 18 | улица Ленина                         |
| 19 | улица Свердлова                      |
| 20 | улица Береговая                      |
| 21 | улица Чапаева                        |
| 22 | улица Фрунзе                         |
| 23 | улица Гагарина                       |
| 24 | улица Красноармейская                |
| 25 | территория санатория 76/5 ПО Октябрь |
| 26 | территория санатория Бродовское 2    |
| 27 | переулок Береговой                   |

### Транспорт
Через деревню проходит Рыбниковский тракт (западный выезд) из Красногорского района города Каменска-Уральского в направлении автомагистрали Екатеринбург — Курган. Есть постоянное автобусное сообщение.